# Мирон ван Бредероде
Мирон ван Бредероде (нід. Myron van Brederode, нар. 6 липня 2003, Гофддорп) — нідерландський футболіст, нападник клубу АЗ. На умовах оренди грає за «Фортуну» (Дюссельдорф).
Виступав, зокрема, за клуб АЗ, а також молодіжну збірну Нідерландів.

## Клубна кар'єра
Народився 6 липня 2003 року.
У дорослому футболі дебютував 2022 року виступами за команду АЗ, кольори якої захищає й донині.

## Виступи за збірні
У 2019 році дебютував у складі юнацької збірної Нідерландів (U-16), загалом на юнацькому рівні взяв участь у 4 іграх, відзначившись 2 забитими голами.
У 2021 році дебютував у складі юнацької збірної Нідерландів (U-19), загалом на юнацькому рівні взяв участь у 5 іграх, відзначившись 2 забитими голами.

## Статистика виступів

### Статистика клубних виступів
| Сезон             | Команда           | Чемпіонат         | Чемпіонат | Чемпіонат | Національний кубок | Національний кубок | Національний кубок | Континентальні кубки | Континентальні кубки | Континентальні кубки | Інші змагання | Інші змагання | Інші змагання | Усього | Усього |
| Сезон             | Команда           | Ліга              | Ігор      | Голів     | Ліга               | Ігор               | Голів              | Ліга                 | Ігор                 | Голів                | Ліга          | Ігор          | Голів         | Ігор   | Голів  |
| ----------------- | ----------------- | ----------------- | --------- | --------- | ------------------ | ------------------ | ------------------ | -------------------- | -------------------- | -------------------- | ------------- | ------------- | ------------- | ------ | ------ |
| 2021–22           | АЗ                | ЕД                | 1         | 0         | КН                 | -                  | -                  | ЛК                   | -                    | -                    |               | -             | -             | 1      | 0      |
| 2022–23           | АЗ                | ЕД                | 4         | 0         | КН                 | 0                  | 0                  | ЛК                   | 5                    | 0                    |               | -             | -             | 9      | 0      |
| Усього за кар'єру | Усього за кар'єру | Усього за кар'єру | 5         | 0         |                    | 0                  | 0                  |                      | 5                    | 0                    |               | -             | -             | 10     | 0      |